# Ewing M. Kauffman

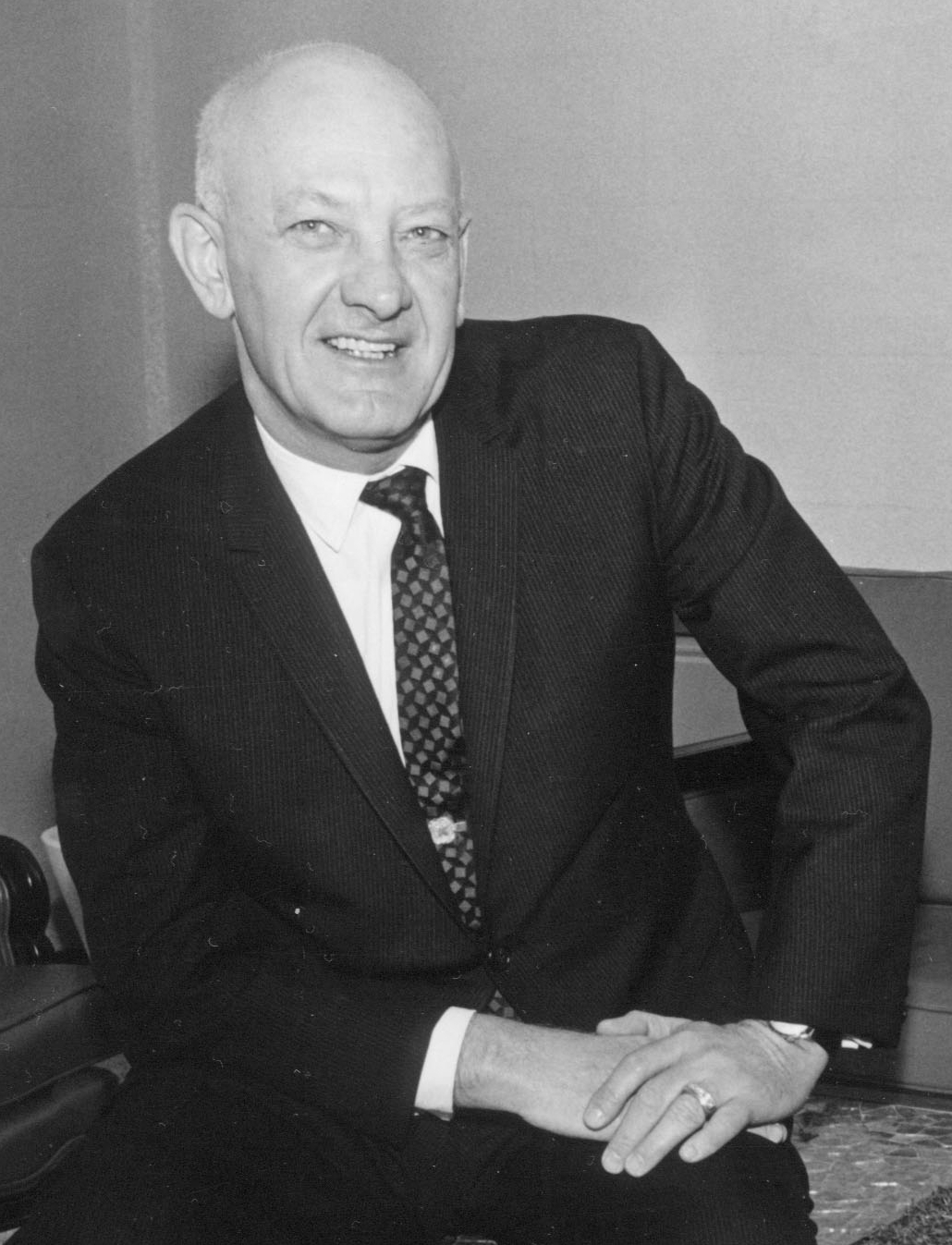
Ewing Kauffman (1968)

Ewing Marion Kauffman (* 21. September 1916 in Garden City, Missouri; † 1. August 1993) war ein US-amerikanischer Unternehmer und Philanthrop.
Kauffman diente als Soldat in der Marine während des Zweiten Weltkrieges. Nach dem Krieg arbeitete er als Verkäufer für Pharmaunternehmen. 1950 gründete er sein eigenes Unternehmen „Marion Laboratories Inc.“. 1989 fusionierte das einen Umsatz von 930 Mio. Dollar erzielende Unternehmen mit „Merrell Dow Pharmaceuticals“ zu „Marion Merrell Dow“.
Um 1960 gründete er die „Ewing Marion Kauffman Foundation“ die unter anderem das Unternehmertum fördern soll. Sie war Mitinitiator der jährlichen „Global Entrepreneurship Week“, die auch in Deutschland durch die „Gründerwoche Deutschland“ begleitet wird.
Das Kauffman Stadium, ein Baseballstadion in Kansas City, ist nach ihm benannt und beherbergt die Kansas City Royals, ein Major-League-Baseballteam der American League, das Kauffman von 1966 bis zu seinem Tod als Besitzer führte.
Kauffman war Ehemann der Philanthropin Muriel McBrien Kauffman, die den Bau des Kauffman Center for the Performing Arts initiierte.